# سيبسن (كامبريدجشير)
سيبسن (بالإنجليزية: Sibson, Cambridgeshire)‏ هي قرية تقع في المملكة المتحدة في كامبريدجشير.